# Whitney Myers
Whitney Myers (Oxford, 8 settembre 1984) è un'ex nuotatrice statunitense, specialista dello stile libero e nella farfalla.

## Carriera
Ha iniziato a nuotare a livello agonistico frequentando la squadra dell'Università dell'Arizona nella NCAA. Specializzatasi nello stile libero e nella farfalla, ha conquistato la medaglia d'oro nella staffetta 4x200 m stile libero ai mondiali di Montréal del 2005.

## Palmarès
- Mondiali

Montreal 2005: oro nella 4x200m sl.
- Giochi PanPacifici

Victoria 2006: oro nei 200m farfalla.